# فرانك كلون
فرانك كلون (بالإنجليزية: Frank Clune)‏ هو صحفي ومؤرخ أسترالي، ولد في 27 نوفمبر 1893 في Darlinghurst ‏ في أستراليا، وتوفي في 11 مارس 1971.